# 巴利萨的圣若昂
00°57′03″N 59°54′39″W / 0.95083°N 59.91083°W
巴利萨的圣若昂（葡萄牙語：São João da Baliza），是巴西的城鎮，位於該國北部，由羅賴馬州負責管轄，始建於1982年7月1日，面積4,284平方公里，海拔高度255米，2014年人口7,401，人口密度每平方公里1.73人。